# Snel en Polanen
Snel en Polanen is een wijk aan de zuidoostkant van Woerden in de Nederlandse provincie Utrecht.
De wijk is gebouwd in de voormalige polders Snel en Polanen. De eerste huizen werden rond 1994 opgeleverd. Anno 2022 wordt er nog steeds gebouwd en uitgebreid in de naastgelegen wijk Waterrijk. Tussen de wijk en de rijksweg A12 ligt een klein industriegebied, Polanen, waar ook enkele winkels gevestigd zijn.
Snel en Polanen en Waterrijk bestaan uit zogenaamde eilanden, buurten die geheel omsloten zijn door water, doorgaans een sloot. Snel en Polanen wordt gevormd door de Stedenbuurt, Muntenbuurt, Schrijversbuurt, Wijnenbuurt, Bergenbuurt en de Eilandenbuurt.
In Waterrijk zijn in opdracht van de gemeente door twee kunstenaars gevelstenen ontworpen, die op verschillende plekken in de wijk zijn geplaatst.

## Voorzieningen
- Winkelcentrum (geopend in 2002) met kunstwerken van Giny Vos;
- Drie basisscholen, waaronder Brede scholen;
- Apotheek;
- Kinderopvang;
- Voetbalvereniging SC Woerden;
- Recreatieplas Cattenbroek;
- Kerkgebouw het Baken.

Wijken van Woerden: Bomen- en Bloemenkwartier · Molenvliet · Snel en Polanen · Schilderkwartier · Staatsliedenkwartier · Waterrijk

Dorpen: Harmelen · Kamerik · Kanis · De Meije · Zegveld

Buurtschappen: Barwoutswaarder · Bekenes · Breeveld · Breudijk · Cattenbroek · Geestdorp · Gerverscop · Harmelerwaard · Houtdijken · Kromwijk · Lagebroek · Mijzijde · Oud-Kamerik · Reijerscop · Rietveld · Teckop

Utrecht · Plaatsen in de provincie      Nederland · Provincies · Gemeenten